# Monestir de Lozen
El monestir de Lozen de Sant Spas (ascenció de Crist) (En búlgar: Лозенски манастир „Свети Спас“) és un monestir ortodox búlgar situat a la localitat de Lozen, a prop de Sofia, a la província de Sofia. Erigit durant el període del Segon Imperi Búlgar (segles XII–XIV), representa l’extrem oriental del notable complex monàstic medieval conegut com Mala Sveta Gora, florent al segle XIII. El monestir rep el nom de "Sant Spas" (en referència a l'Ascensió de Crist, coneguda com Spasovden en búlgar), tot i que no existeix cap sant amb el nom de "Spas".

## Ubicació
El monestir es troba aproximadament a 5 quilòmetres al sud-est de l'antic poble de Dolni Lozen (avui integrat en el barri oriental de Lozen), al peu del pic Polovrak (1.182 m), dins del massís de la Muntanya de Lozen, i s’erigeix sobre una terrassa natural amb vistes panoràmiques a la vall de Sofia. L’indret està envoltat de frondosos boscos de roures i fonts naturals.

## Història

### Orígens
Fundat al segle XIII, el monestir fou destruït a la fi del segle XIV arran de la caiguda de la fortalesa d'Urvich de la regió de Sredets (actual Sofia) sota domini otomà. Als segles XV i XVI, el recinte va restar abandonat, però fou restaurat al segle XVII. Documents datats del 1671 confirmen l'existència d’una escola monàstica, amb un mestre anomenat Iàkim, procedent de Sofia, i estudiants provinents de la capital i pobles veïns.
Entre 1671 i 1694, el monestir acollí una escola de cal·ligrafia i producció literària. L’any 1737 esdevingué un focus de l’aixecament dels bisbes de Sofia i Samokov contra el poder otomà. La revolta fou reprimida violentament entre juliol i agost del mateix any, per ordre d’Ali Paixà Kiupriulioglu, i provocà la mort d’unes 350 persones, incloent-hi religiosos i civils, entre ells el bisbe Sant Simeó de Samokov. Com a conseqüència, el monestir fou novament destruït.

### Renaixement i reconstrucció

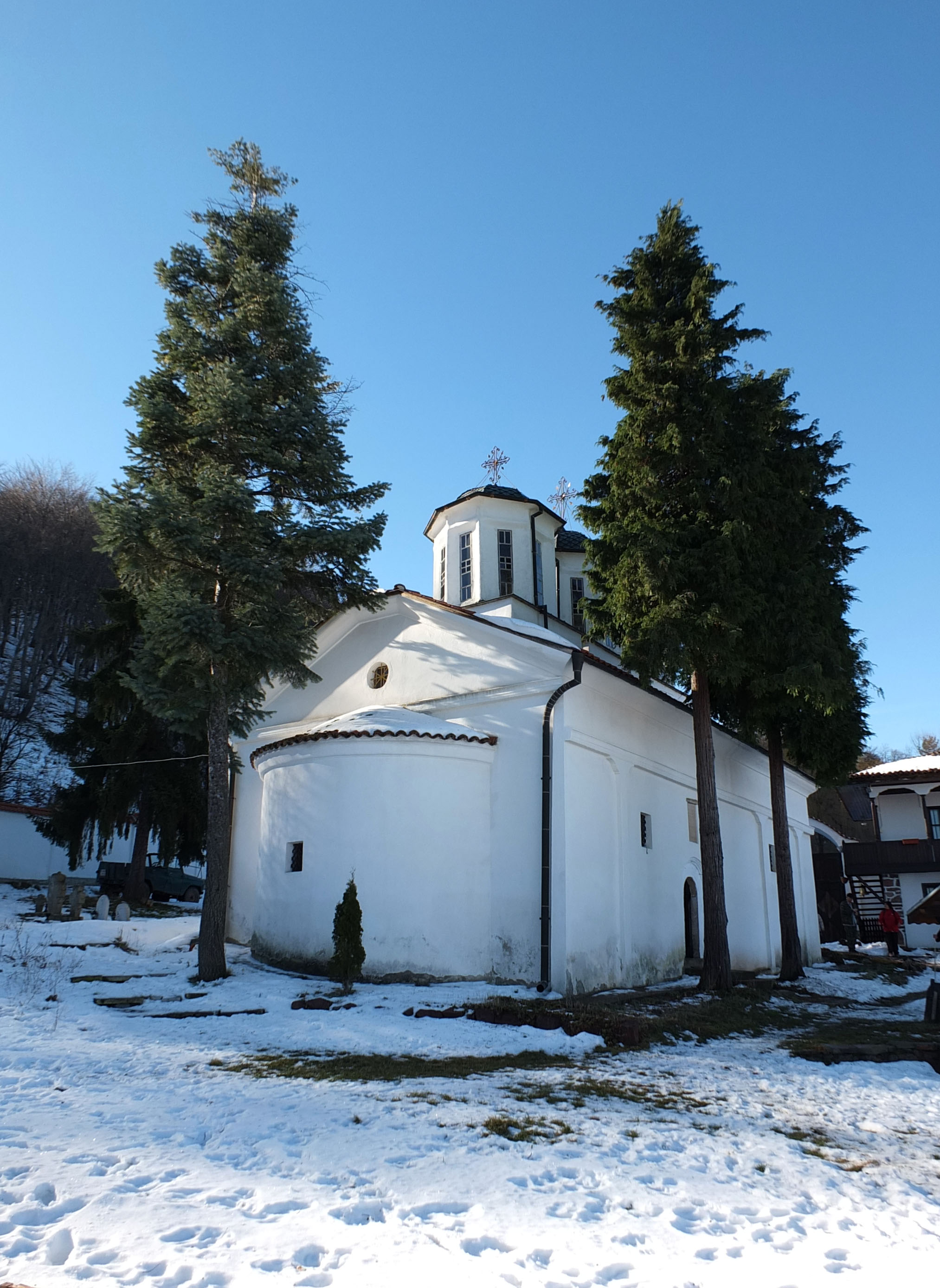
El monestir de Lozen a l'hivern de 2015

L’any 1821, el monestir fou reconstruït damunt les antigues fonamentacions. S’hi bastí l’església actual, de planta d’una sola nau i absis únic, amb dimensions de 7 per 14 metres. L’edificació presenta tres cúpules cilíndriques de grans dimensions, obra del mestre Tsviatko Todorov, del poble de Zhabliano, prop de Radomir, un element arquitectònic poc habitual en l’arquitectura religiosa búlgara de l’època.
El 1869, el pintor de Samokov Nikola Ivanov Obrazopisov, assistit per Hristaki Zahariev Zografsky i Dimitar Hristov Dupnitchanin, realitzà la decoració pictòrica interior, especialment de les cúpules. Aquestes pintures murals es conserven encara en bon estat i es distingeixen per la seva qualitat artística i varietat cromàtica.

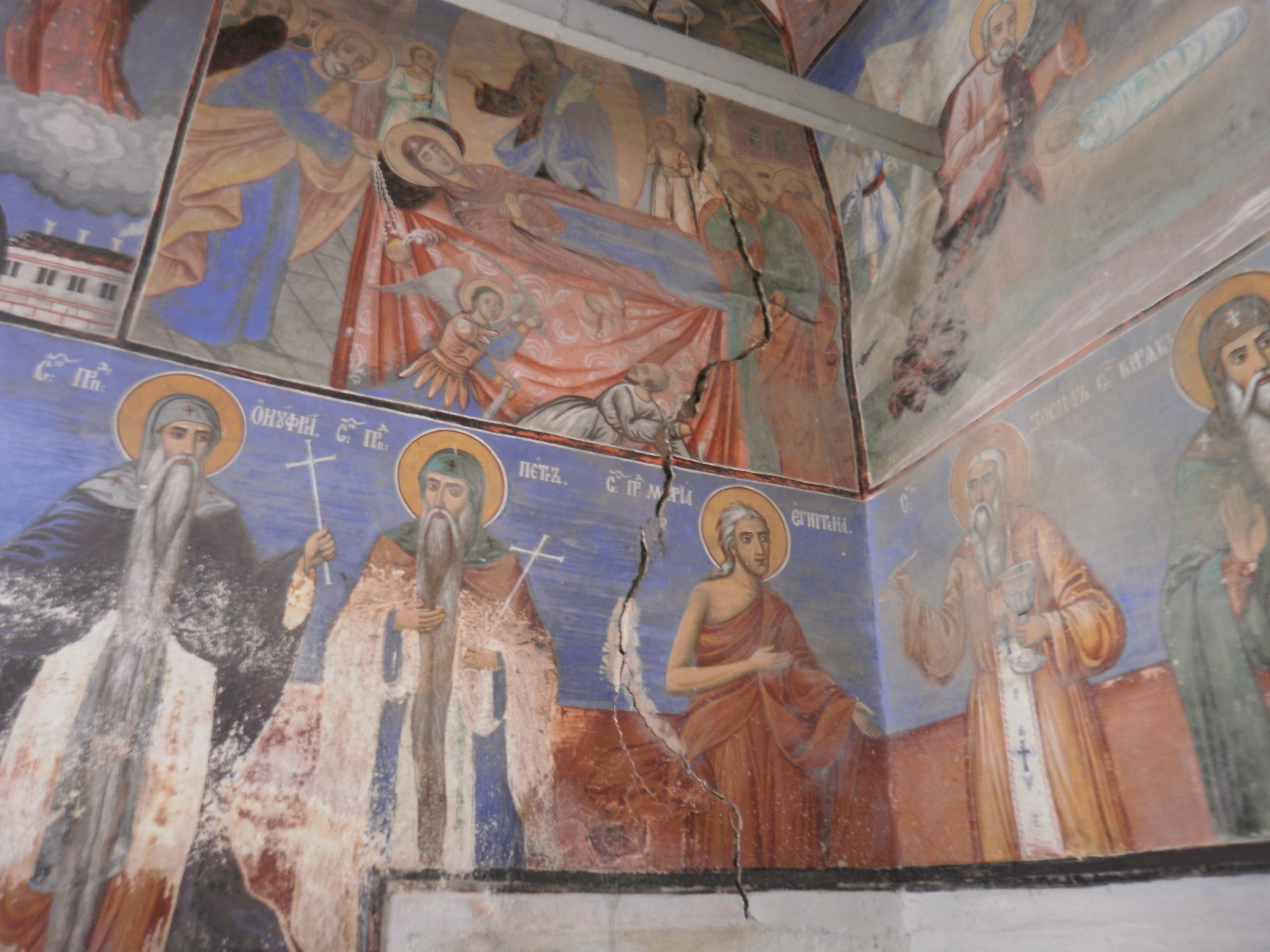
Frescos del monestir

Cal destacar la representació de nombroses figures de sants i personatges històrics búlgars, un fet singular entre els temples de la regió de Sofia. Hi apareixen Sant Ciril i Sant Metodi, Sant Joan de Rila, Eutimi de Tarnovo, Sant Miquel Voin, Sant Marc, Sant Onufri de Gabrovo, Constantí de Sofia, Santa Petka i Santa Nedelya, entre d'altres. També destaca la icona de Sant Jovan Vladimir, príncep serbi i parent de l’emperador búlgar Samuel.
Segons la tradició oral, el monestir serví de refugi per a patriotes durant el moviment nacional de lliberament. El revolucionari Vasil Levski hi trobà amagatall. Després de la Lliberació de Bulgària el 1878, s’hi construí una escola annexa amb diverses sales, que funcionà fins a inicis del segle xx, moment en què el monestir passà a ser ocupat per una comunitat femenina. També hi ha notícies que el rei Boris III cavalcava asíduament per la zona del monestir, on hi feia donatius.

## Estat actual

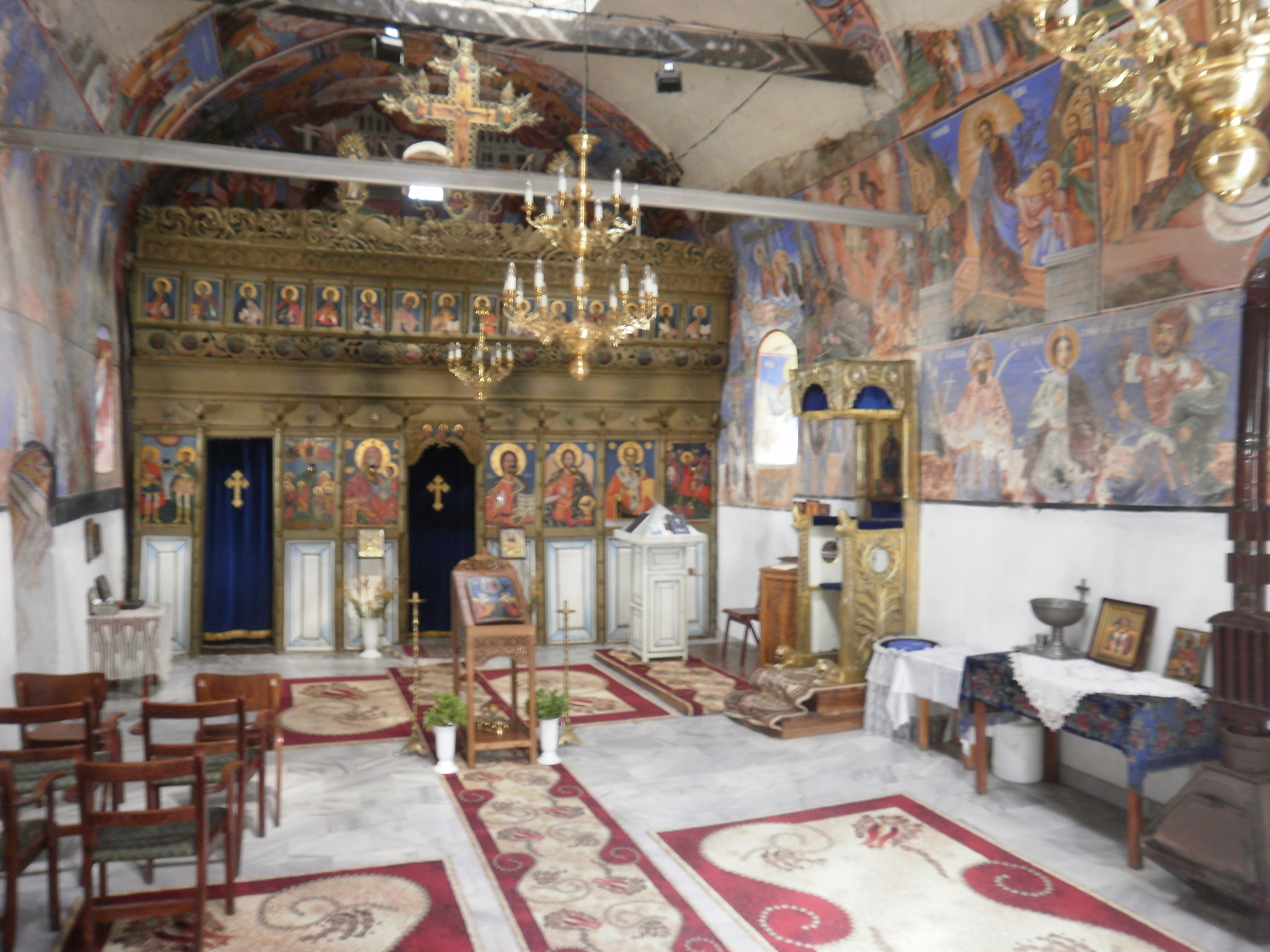
Interior del monestir

En les darreres dècades s'han restaurat diverses estructures: una ala residencial, les cel·les monacals i la casa d’hostes de dues plantes. Una antiga capella està sent reconstruïda. L'altar antic de l'església recentment restaurada conserva icones originals datades entre 1850 i 1890. També s’han restaurat les pintures murals de les tres cúpules. La façana occidental exterior estava decorada amb frescos, avui gairebé desapareguts del tot.
El monestir és un indret popular per a excursions, degut a la seva ubicació en plena natura, la presència de fonts d’aigua de muntanya i la seva proximitat a Sofia, des d’on s’hi pot arribar en 15 minuts amb vehicle o aproximadament una hora a peu des de Dolni Lozen.